# Gary Hooper
Gary Hooper est un footballeur anglais, né le 26 janvier 1988 à Harlow en Angleterre. Il évolue actuellement au Maldon & Tiptree FC (en).

## Biographie
Le 22 janvier 2016, il rejoint Sheffield Wednesday.
A l'issue de la saison 2018-2019, il est libéré par Sheffield Wednesday. 
Le 17 octobre 2019, il s'engage en faveur du Wellington Phoenix, qui évolue en A-League (la première division australienne de football).

## Statistiques
| Club                   | Saison         | Championnat | Championnat | Cup    | Cup  | League Cup | League Cup | Europe | Europe | Autre  | Autre | Total  | Total |
| Club                   | Saison         | Matchs      | Buts        | Matchs | Buts | Matchs     | Buts       | Matchs | Buts   | Matchs | Buts  | Matchs | Buts  |
| ---------------------- | -------------- | ----------- | ----------- | ------ | ---- | ---------- | ---------- | ------ | ------ | ------ | ----- | ------ | ----- |
| Grays Athletic         | 2004–05        | 29          | 12          | –      | –    | –          | –          | –      | –      | 13     | 4     | 42     | 16    |
| Grays Athletic         | 2005–06        | 40          | 8           | 3      | 0    | –          | –          | –      | –      | 5      | 0     | 48     | 8     |
| Grays Athletic         | Total          | 69          | 20          | 3      | 0    | –          | –          | –      | –      | 18     | 4     | 90     | 24    |
| Southend United        | 2006–07        | 19          | 0           | 1      | 0    | 5          | 2          | –      | –      | –      | –     | 25     | 2     |
| Southend United        | 2007–08        | 13          | 2           | 3      | 0    | 2          | 0          | –      | –      | 1      | 0     | 19     | 2     |
| Southend United        | Total          | 32          | 2           | 4      | 0    | 7          | 2          | –      | –      | 1      | 0     | 44     | 4     |
| Leyton Orient (Prêt)   | 2006–07        | 4           | 2           | –      | –    | –          | –          | –      | –      | –      | –     | 4      | 2     |
| Leyton Orient (Prêt)   | Total          | 4           | 2           | –      | –    | –          | –          | –      | –      | –      | –     | 4      | 2     |
| Hereford United (Prêt) | 2007–08        | 19          | 11          | –      | –    | –          | –          | –      | –      | –      | –     | 19     | 11    |
| Hereford United (Prêt) | Total          | 19          | 11          | –      | –    | –          | –          | –      | –      | –      | –     | 19     | 11    |
| Scunthorpe United      | 2008–09        | 45          | 24          | 3      | 4    | 1          | 0          | –      | –      | 7      | 2     | 56     | 30    |
| Scunthorpe United      | 2009–10        | 35          | 19          | 1      | 0    | 3          | 1          | –      | –      | –      | –     | 39     | 20    |
| Scunthorpe United      | Total          | 80          | 43          | 4      | 4    | 4          | 1          | –      | –      | 7      | 2     | 95     | 50    |
| Celtic                 | 2010–11        | 26          | 20          | 5      | 0    | 4          | 1          | 1      | 1      | –      | –     | 36     | 22    |
| Celtic                 | 2011–12        | 37          | 24          | 3      | 1    | 4          | 2          | 6      | 2      | –      | –     | 50     | 29    |
| Celtic                 | 2012–13        | 24          | 14          | 3      | 0    | 3          | 6          | 10     | 4      | –      | –     | 40     | 24    |
| Celtic                 | Total          | 87          | 58          | 11     | 1    | 11         | 9          | 17     | 7      | –      | –     | 126    | 75    |
| Total carrière         | Total carrière | 291         | 136         | 22     | 5    | 22         | 12         | 17     | 7      | 26     | 6     | 378    | 166   |

## Palmarès

### En club
- Grays Athletic
  - Vainqueur du FA Trophy : 2005 et 2006
  - Vainqueur de la Conference South : 2005
- Celtic FC
  - Vainqueur du Championnat d'Écosse : 2012, 2013
  - Vainqueur de la Coupe d'Écosse : 2011, 2013

### Distinctions personnelles
- Meilleur buteur de Championnat d'Écosse de football : 2011-2012
- Membre de l'équipe-type de Scottish Premier League en 2012 et 2011